# Eduard von Steiger
Pour les articles homonymes, voir Steiger.
Eduard von Steiger, né le 2 juillet 1881 à Langnau im Emmental (originaire de Berne et bourgeois d'honneur de Langnau i.E.) et mort le 10 février 1962 à Berne, est une personnalité politique suisse, membre du Parti des paysans, artisans et bourgeois (PAB) (aujourd'hui l'UDC). Il est conseiller fédéral de 1941 à 1951.

## Biographie

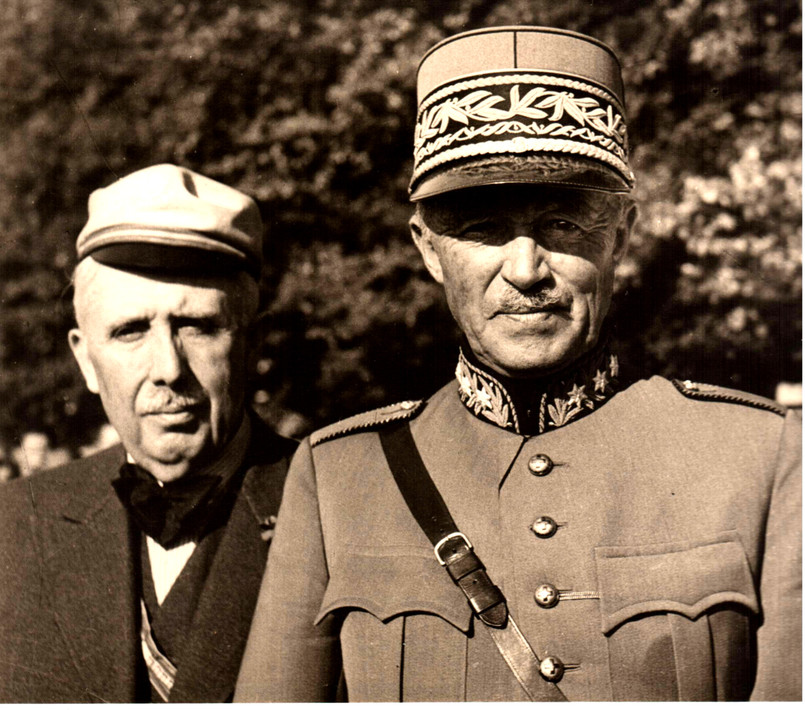
Eduard von Steiger (en arrière-plan) avec le général Henri Guisan lors de la Fête centrale de Zofingue en 1945.

Von Steiger voit le jour dans la vallée de l'Emme en 1881, où son père est ingénieur. Il entreprend des études de droit aux universités de Genève, de Leipzig et de Berne. Lors de son parcours universitaire, il intègre la société suisse des étudiants de Zofingue.
Après ses études, il ouvre une étude d'avocat à Berne en 1909.

### Carrière politique locale
En 1914, il est élu au Conseil de ville (législatif) bernois et y siège jusqu'en 1917. De 1921 à 1939, il est membre du Conseil de la bourgeoisie de la commune bourgeoise de Berne (Burgergemeinde Bern (de)). En concomitance avec ses mandats en ville de Berne, il est député au Grand Conseil bernois, sous la bannière du PAB, de 1914 à 1939, année de sa présidence et aussi celle à laquelle il est élu au Conseil-exécutif. Il ne siège qu'un an à l'exécutif cantonal bernois.

### Carrière politique fédérale
En 1940, il est élu par 130 voix sur 226 au Conseil fédéral (60e conseiller fédéral de l'histoire[réf. nécessaire]), alors que le candidat préféré par son parti, Markus Feldmann, ne reçoit que 12 voix. Des rumeurs font état d'une possible intervention de la part de l'Allemagne dans son élection ; ces allégations n'ont cependant jamais été confirmées.
Dans le collège gouvernemental, il prend la tête du Département fédéral de justice et police.
Il est élu à la présidence de la Confédération en 1945 et en 1951, et à la fin de celle-ci il termine son mandat au Conseil fédéral.

### Rôle pendant la Seconde Guerre mondiale
En tant que chef du DFJP, il est responsable de la politique d'asile de la Suisse pendant la Seconde Guerre mondiale. Les historiens lui accordent la paternité de la métaphore « La barque est pleine » (en allemand « Das Boot ist voll »). Elle ressort d'une ébauche d'un discours préparé datant de 1942 ; une note recueillie par les Documents diplomatiques suisses indique que le discours n'a pas été déclamé selon cette ébauche.
| « Wer ein schon stark besetztes kleines Rettungsboot mit beschränktem Fassungsvermögen und ebenso beschränkten Vorräten zu kommandieren hat, indessen Tausende von Opfern einer Schiffskatastrophe nach Rettung schreien, muss hart scheinen, wenn er nicht alle aufnehmen kann. Und doch ist er noch menschlich, wenn er beizeiten vor falschen Hoffnungen warnt und wenigstens die schon Aufgenommen zu retten sucht. »— Eduard von Steiger (texte écrit) | « Lorsque des milliers de victimes d’un naufrage crient au secours, celui qui doit commander un petit bateau [ou barque ou canot] de sauvetage aux capacités limitées et déjà bien chargé paraîtra dur s’il ne peut pas tous les prendre à bord. Pourtant, il est encore humain s’il prévient en temps voulu contre de faux espoirs et s’il cherche au moins à sauver ceux qu'il a déjà recueillis. » — Eduard von Steiger (traduction libre de l'allemand) |